# Dinastía kayania
Los Kayanianos (también Kays, Kayanids o Kaianids, o Kiani) son una dinastía semimitológica de tradición y folclore persa que supuestamente gobernó después de los Pishdadianos. Considerados colectivamente, los reyes kayanianos son los héroes del Avesta, los textos sagrados del zoroastrismo y del Shāhnāmé, la epopeya nacional de Irán.
Como epíteto de reyes y la razón por la que se llama así a la dinastía, el kay(an) medio y nuevo persa se origina en el vocablo avestán kavi (o kauui) "rey" y también "poeta-sacrificador" o "poeta-sacerdote". La palabra también está relacionada etimológicamente con la noción avéstica de kavaēm kharēno, la "gloria real divina" que se decía que tenían los reyes kayanianos. La Corona Kiani es una manifestación física de esa creencia.

## En las escrituras
El presagio más antiguo conocido de las principales leyendas de los reyes kayanianos aparece en los Yashts del Avesta, donde las dinastías ofrecen sacrificios a los dioses para ganarse su apoyo y ganar fuerza en la lucha perpetua contra sus enemigos, los Anaryas (no-Arios, a veces identificados como los turanianos).
En Yasht 5, 9.25, 17.45-46, Haosravah, un rey kayaniano más tarde conocido como Kay Khosrow, junto con Zoroastro y Djamasp (un primer ministro del patrón de Zoroastro, Vishtaspa, otro rey kayano) adoran en Airianem Vaeyah. El relato cuenta que el rey Haosravah unió a las diversas tribus arias (iraníes) en una sola nación (Yasht 5.49, 9.21, 15.32, 17.41).

## En la tradición y el folclore
Hacia el final del período sasánida, Cosroes II (590-628, llamado así por la leyenda Kay Khosrow) ordenó una compilación de las leyendas que rodeaban a los kayanianos. El resultado fue el Khwaday-Namag o "Libro de los Señores", una larga historiografía de la nación iraní desde el primordial Keyumars hasta el reinado de Khosrow II, con eventos organizados de acuerdo con la secuencia percibida de reyes y reinas, cincuenta en número.
La recopilación puede haber sido motivada por la preocupación por el deterioro del espíritu nacional. Hubo desastrosos eventos meteorológicos entre 535-536 y la plaga de Justiniano con la que lidiar y los iraníes habrían encontrado el consuelo que tanto necesitaban en las leyendas recopiladas de su pasado.
Tras el colapso del Imperio sasánida y el posterior surgimiento del Islam en la región, las leyendas kayanas cayeron en desgracia hasta el primer resurgimiento de la cultura iraní bajo los samaníes. Junto con el folclore conservado en el Avesta, el Khwaday-Namag sirvió de base para otras colecciones épicas en prosa, como las encargadas por Abu Mansur Abd al-Razzaq, cuyos textos se han perdido desde entonces. El resurgimiento patrocinado por Samanid también condujo al resurgimiento de la literatura zoroástrica, como el Denkard, cuyo libro 7.1 es también una historiografía de los kayanianos. Sin embargo, la obra más conocida del género es el Shāhnāmé "Libro de los Reyes" de Ferdousí, que, aunque se basa en obras anteriores, está completamente en verso.

## Dinastías kayanas
- Kay Kawād
- Kay Kāvus
- Kay Khosrow
- Kay Lohrasp
- Vishtaspa
- Kay Bahman
- Humay Chehrzad
- Kay Darab
- Darío III